# Бобрицька сільська рада (Ємільчинський район)
Бобрицька сільська рада — колишня адміністративно-територіальна одиниця та орган місцевого самоврядування у Барашівському та Ємільчинському районах Коростенської й Волинської округ, Київської і Житомирської областей УРСР та України з адміністративним центром у с. Бобриця.

## Населені пункти
Сільській раді підпорядковувались населені пункти:
- с. Бобриця
- с. Йосипівка

## Населення
Кількість населення ради, станом на 1923 рік, становила 1 511 осіб, кількість дворів — 216.
Кількість населення сільської ради, станом на 1924 рік, становила 1 421 особу.
Відповідно до результатів перепису населення 1989 року, кількість населення ради, станом на 1 грудня 1989 року, складала 511 осіб.
Станом на 5 грудня 2001 року, відповідно до перепису населення України, кількість мешканців сільської ради складала 416 осіб.

## Склад ради
Рада складалась з 12 депутатів та голови.

### Керівний склад сільської ради
| ПІБ                          | Основні відомості                                                 | Дата обрання | Дата звільнення |
| ---------------------------- | ----------------------------------------------------------------- | ------------ | --------------- |
| Корнійчук Людмила Петрівна   | Сільський голова, 1961 року народження, освіта, позапартійна      | 26.03.2006   | 31.10.2010      |
| Нагорнюк Андрій Анатолійович | Сільський голова, 1971 року народження, освіта вища, безпартійний | 31.10.2010   |                 |

Примітка: таблиця складена за даними джерела

## Історія
Утворена 1923 року в с. Бобриця Барашівської волості Коростенського повіту Волинської губернії. 12 січня 1924 року до складу ради включено колонію Бобрицька Михайлівка Йосипівської сільської ради Барашівського району.
Станом на 1 жовтня 1941 року кол. Бобрицька Михайлівка не перебуває на обліку населених пунктів.
Відповідно до інформації довідника «Українська РСР. Адміністративно-територіальний поділ», станом на 1 вересня 1946 року сільрада входила до складу Барашівського району, на обліку в раді перебувало с. Бобриця.
11 серпня 1954 року до складу ради передано с. Йосипівка ліквідованої Йосипівської сільської ради Барашівського району.
Станом на 1 січня 1972 року сільська рада входила до складу Ємільчинського району Житомирської області, на обліку в раді перебували села Бобриця та Йосипівка.
Припинила існування 23 грудня 2016 року в зв'язку з об'єднанням до складу Барашівської сільської територіальної громади Житомирської області.
Входила до складу Барашівського (7.03.1923 р.) та Ємільчинського (30.12.1962 р.) районів.